# Мазанијело
Мазанијело је насеље у Италији у округу Калтанисета, региону Сицилија.
Према процени из 2011. у насељу је живело 199 становника. Насеље се налази на надморској висини од 469 м.